# FireGestures
FireGestures是一套在Firefox上提供滑鼠手勢的附加元件。在Firefox Quantum後，目前未能提供支援。

## 用戶量
雖然最新的Firefox不再支援，截至2018年1月8日，仍然在使用此附加元件的用戶有191,372名。